# Puchlovice
Puchlovice (en allemand : Puchlowitz) est une commune rurale du district de Hradec Králové, dans la région de Hradec Králové, en République tchèque. Sa population s'élevait à 107 habitants en 2022.

## Géographie
Puchlovice se trouve à 13 km à l'est-nord-est de Chlumec nad Cidlinou, à 15 km à l'ouest de Hradec Králové et à 86 km à l'est- nord-est de Prague.
La commune est limitée par Boharyně à l'ouest et au nord, par Roudnice à l'est, et par Kratonohy au sud.

## Histoire
La première mention écrite de la localité date de 1486.

## Galerie

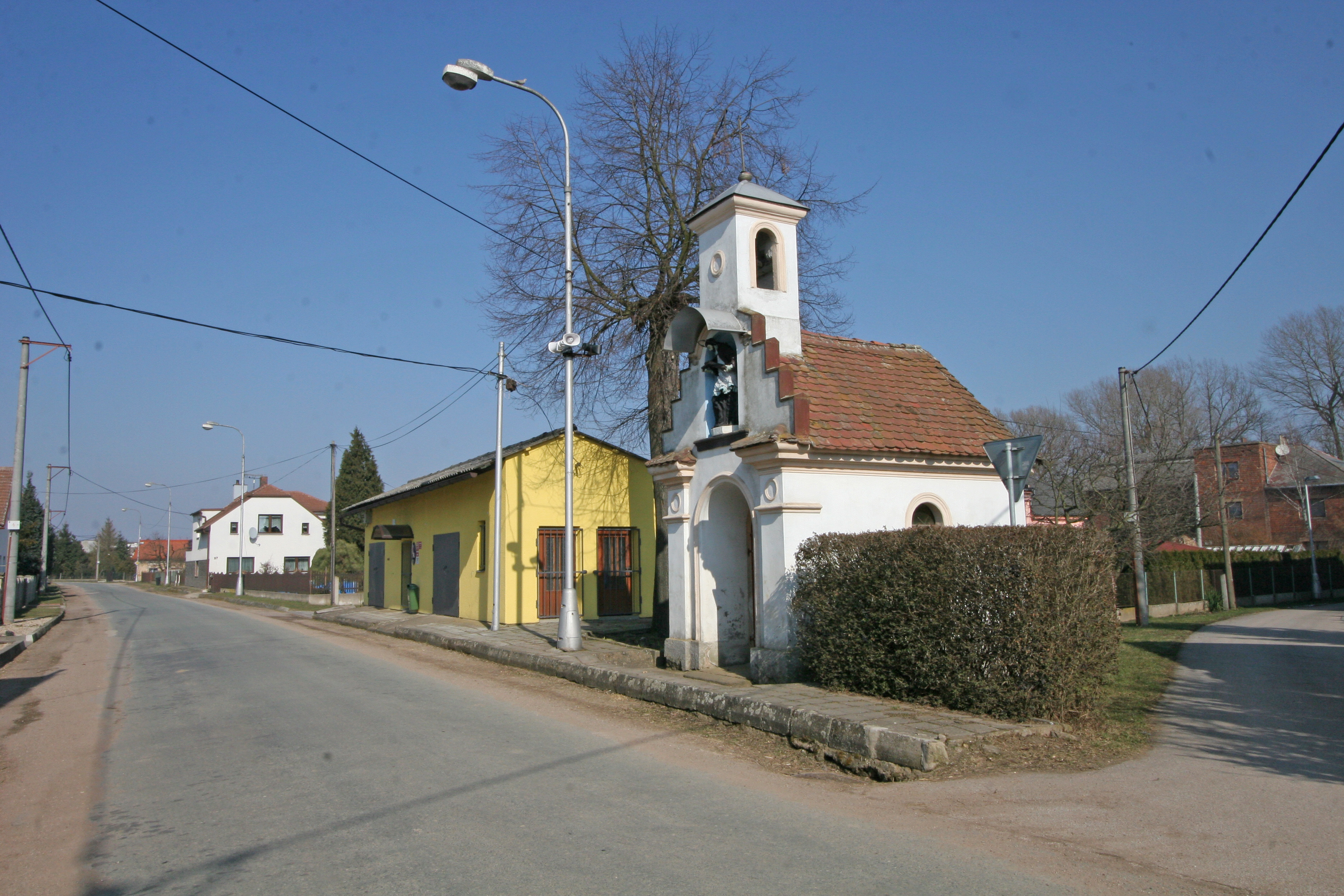
Chapelle à Puchlovice.
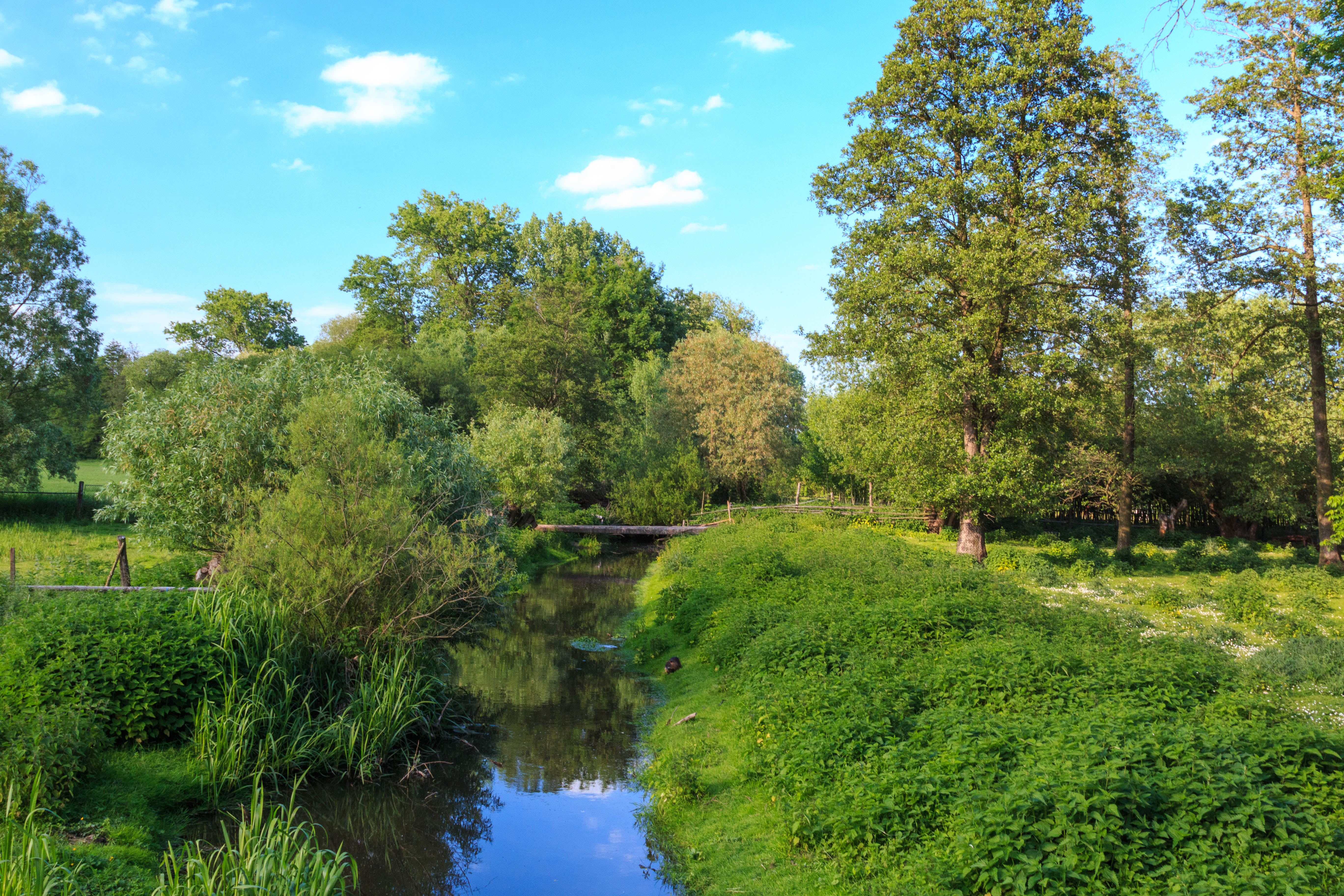
Réserve naturelle de Bystřice.

## Transports
Par la route, Puchlovice se trouve à 19 km de Hradec Králové et à 104 km de Prague.